# Basilikaen Vor Frue af Candelaria
Basilikaen Vor Frue af Candelaria (spansk: Basílica de Nuestra Señora de la Candelaria) er en basilika beliggende i byen Candelaria i Tenerife. Den er den vigtigste helligdom viet til Jomfru Maria på De Kanariske Øer (Spanien), og er dedikeret til Jomfru af Candelaria, skytshelgen for De Kanariske Øer.

## Historie
Oprindeligt blev billedet af Jomfru af Candelaria fundet af to hyrder Aboriginal (Guancher) på en strand nær den nuværende helligdom. Senere flyttede han billedet af Jomfru i en hule bag det aktuelle basilika. Mellem 1668 og 1672 blev en stor helligdom bygget på stedet, men den blev ødelagt ved en brand i 1789. Den nuværende basilika blev bygget mellem 1949 og 1959.
Basilikaen Candelaria er en stor kirke, med plads til 5.000 mennesker. Kirken har tre kapeller; Alteret er det i træ, udskårne billede af Jomfru af Candelaria (skytshelgen for De Kanariske Øer) af Fernando Estévez. Den originale skulptur forsvandt i en storm i 1826.
Basilika det besøges hvert år med 2,5 millioner pilgrimme og turister hvert år, hvilket gør den til et af de vigtigste helligdomme i Spanien. Den 24. januar 2011 blev den erklæret en "Minor Basilica" af Pave Benedikt 16. Hvert år den 2. februar og 15. august samles tusindvis af pilgrimme ved basilikaen for at fejre festen for Jomfru af Candelaria.

## Billeder
- Facade af basilikaen
- Inde i basilikaen og helligdommen
- Jomfru af Candelaria, skytshelgen for De Kanariske Øer
- Kristus af Forsoning (Cristo de la Reconciliación)

## Eksterne kilder og henvisninger
- Wikimedia Commons har flere filer relateret til Basilikaen Vor Frue af Candelaria
- Página web oficial de la Basílica de Nuestra Señora de Candelaria Arkiveret 22. december 2014 hos  Wayback Machine
- El Santuario de la Virgen de Candelaria: curiosidades acerca de la construcción de la Basílica
- Basílica de Nuestra Señora de la Candelaria, en Youtube.

28°21′05″N 16°22′11″V / 28.35139°N 16.36972°V